# Ghinoaica
Ghinoaica – wieś w Rumunii, w okręgu Prahova, w gminie Vadu Săpat. W 2011 roku liczyła 138 mieszkańców.